# Arrowverse
Arrowverse je medijska franšiza i zajednički svemir, sastoji se od nekoliko televizijskih serija temeljenih na DC Comics likovima, a emitira se od 2012. godine na CW kabelskom kanalu i digitalnoj platformi CW Seed.
Franšizu su razvili Greg Berlanti, Marc Guggenheim, Andrew Kreisberg, Geoff Johns, Ali Adler, Phil Klemmer, Salim Akil, Caroline Dries i Todd Helbing.
Smješten u zajednički izmišljeni multiverse slično kao "DC Universe" i "DC Multiverse" u stripovima, uspostavljen je prelaskom preko zajedničkih elemenata radnje, postavki, glumaca i likova koji obuhvaćaju sedam televizijskih serija uživo i dvije animirane serije.
Franšiza je započela Arrowom, na temelju lika Green Arrow, koji je debitirao u listopadu 2012. Slijedio ga je Flash 2014. godine i animirana web-serija Vixen 2015. godine. Dodatno je proširena 2016. godine, kada je u siječnju debitirala nova serija pod nazivom Legends of Tomorrow, u kojoj su glumili likovi koji su se izvorno pojavili i u Arrowu i u Flashu. Kasnije te godine, CBS serija Supergirl, nakon što je već imala crossover s Flashom, premještena je na CW za svoju drugu sezonu, gdje je tada i ostala. Druga animirana web-serija, Freedom Fighters: The Ray, objavljena je 2017. godine, nakon čega će se Ray Terrill / The Ray pojaviti uživo tijekom crossover događaja "Crisis on Earth-X" 2019. godine. Osim live-action i web serije, franšiza je iznjedrila tri promotivne web serije, Blood Rush 2013., Chronicles of Cisco 2016. i The Flash: Stretched Scenes 2017. Peta serija, Batwoman, premijerno je prikazana 2019., a šesta, Superman & Lois, premijerno je prikazana 2021. godine. Od 2014. godine, svake godine postoji godišnji crossover događaj koji uključuje mnoge live-action serije Arrowversea. Osim toga, Matt Ryan ponovio je svoju ulogu Johna Constantinea iz NBC serije Constantine, u početku kao gost u epizodama Arrowa i Legends of Tomorrow, prije nego što je postao redoviti istoj seriji, uz nastavak priča iz bivše serije.
Crossoveri iz 2018. i 2019., "Elseworlds" i "Crisis on Infinite Earths", vidjeli su više DC televizijskih serija i filmova retroaktivno dodano multiverzumu franšize. "Crisis on Infinite Earths" također je ponovno pokrenuo multiverse, u kojem se Supergirl pridružila drugoj seriji na novoj izmišljenoj Zemlji zajedno sa serijom Black Lightning, koja je do sada bila odvojena. Franšiza je bila uspješna, stvarajući veliku bazu obožavatelja širom svijeta i dobila je pozitivne kritike, gdje su kritičari hvalili teme, glumu, akcijske sekvence, smjer i razvoj likova.
2021. sprema se novi crossover "Armageddon", događaj će se dogoditi u prvih pet epizoda osme sezone Flasha, pokazujući više likova Arrowversea, uključujući Ryan Wilder / Batwoman, Ray Palmer / Atoma, Jefferson Pierce / Black Lightninga, Alex Danvers / Sentinelu, Mia Queen / Green Arrowa, Ryan Choia, Eobard Thawne / Reverse Flasha i Damien Darhka.

## Ime
U kolovozu 2015., u videu o produkciji prve sezone Vixena, Guggenheim je zajednički svemir serije nazvao "Arrowverse". Kreisberg je potvrdio da je to ime koje su proizvođači koristili za njega. Mediji su također nazivali svemir "Flarrowverse", "Berlanti-verse" i "DC TV-verse".
U rujnu 2020. godine CW je objavio trailer za razne serije koje će se emitirati na mreži 2021. godine, a u kojem je bio naziv "The CWverse". Mnogi su mediji smatrali da je promjena posljedica završetka Arrowa i da lik više nije dio zajedničkog svemira. Međutim, Matt Webb Mitovich iz TVLinea smatrao je da je uključivanjem Stargirl u trailer, koji postoji na paralelnoj zemlji s Arrowverseom, ime možda bio način da se razgovara o svim serijama superheroja koje su se emitirale na mreži u to vrijeme. Mitovich je također istaknuo da je izraz korišten godinu dana prije u sličnom traileru, u kojem je prikazana serija Arrowverse i Black Lightning, koja u to vrijeme nije bila dio svemira. Jake Abbate iz "SuperHeroHypea" također je nazvao ime koje obuhvaća "programski blok" superjunačkih emisija na mreži. Daniel Gillespie iz "Screen Ranta" smatrao je da ako je to pokušaj CW-a da promijeni Arrowverseovo ime, da obožavatelji i mediji neće "iznenada početi" koristiti ime, a ako CW nastavi koristiti taj izraz, može "dovesti do situacije u kojoj se svemir službeno naziva jednom stvari, ali drugom u potpunosti većina ljudi koji ga gledaju".
U svibnju 2021., kada je govorio o sezoni emitiranja 2021./22., Pedowitz je serije nazvao "CWverse".

## Televizijske serije
Sedam televizijskih serija čine najveći dio Arrowverse franšize: Arrow, The Flash, Supergirl, Legends of Tomorrow, Black Lightning, Batwoman i Superman & Lois, zajedno s dvije web serije, Vixen i Freedom Fighters: The Ray.
| Serija              | Sezona | Sezona   | Broj Epizoda       | SAD emitiranje      | SAD emitiranje      | Hrvatsko emitiranje | Hrvatsko emitiranje | Kanal           | Status   |
| Serija              | Sezona | Sezona   | Broj Epizoda       | Premijera sezone    | Finale sezone       | Premijera sezone    | Finale sezone       | Kanal           | Status   |
| ------------------- | ------ | -------- | ------------------ | ------------------- | ------------------- | ------------------- | ------------------- | --------------- | -------- |
| Arrow               |        | 1.       | 23                 | 10. listopada 2012. | 15. svibnja 2013.   | 30. lipnja 2015.    | 30. srpnja 2015.    | Nova TV Doma TV | Završena |
| Arrow               |        | Specijal | Specijal           | 2. listopada 2013.  | 2. listopada 2013.  | 31. srpnja 2015.    | 31. srpnja 2015.    | Nova TV Doma TV | Završena |
| Arrow               |        | 2.       | 23                 | 9. listopada 2013.  | 14. svibnja 2014.   | 31. srpnja 2015.    | 1. rujna 2015.      | Nova TV Doma TV | Završena |
| Arrow               |        | 3.       | 23                 | 8. listopada 2014.  | 13. svibnja 2015.   | 2. rujna 2015.      | 2. listopada 2015.  | Nova TV Doma TV | Završena |
| Arrow               |        | 4.       | 23                 | 7. listopada 2015.  | 25. svibnja 2016.   | 25. lipnja 2018.    | 25. srpnja 2018.    | Nova TV Doma TV | Završena |
| Arrow               |        | 5.       | 23                 | 5. listopada 2016.  | 24. svibnja 2017.   | 26. srpnja 2018.    | 27. kolovoza 2018.  | Nova TV Doma TV | Završena |
| Arrow               |        | 6.       | 23                 | 12. listopada 2017. | 17. svibnja 2018.   | 28. kolovoza 2018.  | 27. rujna 2018.     | Nova TV Doma TV | Završena |
| Arrow               |        | 7.       | 22                 | 15. listopada 2018. | 13. svibnja 2019.   | 15. listopada 2021. | 25. listopada 2021. | Nova TV Doma TV | Završena |
| Arrow               |        | 8.       | 10+1               | 15. listopada 2019. | 28. siječnja 2020.  | 23. kolovoza 2022.  | 2. rujna 2022.      | Nova TV Doma TV | Završena |
| Arrow               |        | Specijal | Specijal           | 28. siječnja 2020.  | 28. siječnja 2020.  | 3. rujna 2022.      | 3. rujna 2022.      | Nova TV Doma TV | Završena |
|                     |        |          |                    |                     |                     |                     |                     |                 |          |
| The Flash           |        | 1.       | 23                 | 7. listopada 2014.  | 19. svibnja 2015.   | 10. travnja 2017.   | 17. svibnja 2017.   | Fox             | Završena |
| The Flash           |        | 2.       | 23                 | 6. listopada 2015.  | 24. svibnja 2016.   | 18. svibnja 2017.   | 27. lipnja 2017.    | Fox             | Završena |
| The Flash           |        | 3.       | 23                 | 4. listopada 2016.  | 23. svibnja 2017.   | 28. lipnja 2017.    | 7. kolovoza 2017.   | Fox             | Završena |
| The Flash           |        | 4.       | 23                 | 10. listopada 2017. | 22. svibnja 2018.   | 16. srpnja 2018.    | 15. kolovoza 2018.  | Fox             | Završena |
| The Flash           |        | 5.       | 22                 | 9. listopada 2018.  | 14. svibnja 2019.   | 3. prosinca 2019.   | 1. siječnja 2020.   | Fox             | Završena |
| The Flash           |        | 6.       | 19                 | 8. listopada 2019.  | 12. svibnja 2020.   | 5. studenog 2020.   | 3. prosinca 2020.   | Fox             | Završena |
| The Flash           |        | 7.       | 18                 | 2. ožujka 2021.     | 20. srpnja 2021.    | 4. listopada 2021.  | 16. listopada 2021. | Fox             | Završena |
| The Flash           |        | 8.       | 20                 | 16. studenog 2021.  | 29. lipnja 2022.    | 15. rujna 2022.     | 19. listopada 2022. | Fox             | Završena |
| The Flash           |        | 9.       | 13                 | 8. veljače 2023.    | 24. svibnja 2023.   | -                   | -                   | Fox             | Završena |
|                     |        |          |                    |                     |                     |                     |                     |                 |          |
| Supergirl           |        | 1.       | 20                 | 26. listopada 2015. | 18. travanj 2016.   | 8. siječnja 2018.   | 20. veljače 2018.   | Doma TV Nova TV | Završena |
| Supergirl           |        | 2.       | 22                 | 10. listopada 2016. | 22. svibnja 2017.   | 22. ožujka 2018.    | 20 travnja. 2018.   | Doma TV Nova TV | Završena |
| Supergirl           |        | 3.       | 23                 | 9. listopada 2017.  | 23. lipnja 2018.    | 12. veljače 2021.   | 24. veljače 2021.   | Doma TV Nova TV | Završena |
| Supergirl           |        | 4.       | 22                 | 14. listopada 2018. | 19. svibnja 2019.   | 6. lipnja 2021.     | 16. kolovoza 2021.  | Doma TV Nova TV | Završena |
| Supergirl           |        | 5.       | 19                 | 6. listopada 2019.  | 17. svibnja 2020.   | 20. rujna 2022.     | 9. listopada 2022.  | Doma TV Nova TV | Završena |
| Supergirl           |        | 6.       | 20                 | 30. ožujka 2021.    | 9. studenoga 2021.  | 18. srpnja 2023.    | 2. kolovoza 2023.   | Doma TV Nova TV | Završena |
|                     |        |          |                    |                     |                     |                     |                     |                 |          |
| Legends of Tomorrow |        | 1.       | 16                 | 21. siječnja 2016.  | 19. svibnja 2016.   | 5. veljače 2018.    | 26. veljače 2018.   | Doma TV         | Završena |
| Legends of Tomorrow |        | 2.       | 17                 | 13. listopada 2016. | 4. travnja 2017.    | 27. veljače 2018.   | 21. ožujka 2018.    | Doma TV         | Završena |
| Legends of Tomorrow |        | 3.       | 18                 | 10. listopada 2017. | 9. travnja 2018.    | 23. veljače 2021.   | 7. ožujka 2021.     | Doma TV         | Završena |
| Legends of Tomorrow |        | 4.       | 16                 | 22. listopada 2018. | 20. svibnja 2019.   | 5. studenog 2021    | 16. studenoga 2021. | Nova TV         | Završena |
| Legends of Tomorrow |        | 5.       | Special            | 14. siječnja 2020.  | 14. siječnja 2020.  | 17. studenoga 2021. | 17. studenoga 2021. | Nova TV         | Završena |
| Legends of Tomorrow | 14     | 5.       | 21. siječnja 2020. | 2. lipnja 2020.     | 18. studenoga 2021. | 29. studenoga 2021. |                     | Nova TV         | Završena |
| Legends of Tomorrow |        | 6.       | 16                 | 2. svibnja 2021.    | 5. rujna 2021.      | 11. lipnja 2023.    | 9. srpnja 2023.     | Nova TV         | Završena |
| Legends of Tomorrow |        | 7.       | 13                 | 13. listopada 2021. | 2. ožujka 2022.     | -                   | -                   | -               | Završena |
|                     |        |          |                    |                     |                     |                     |                     |                 |          |
| Black Lightning     |        | 1.       | 13                 | 16. siječnja 2018.  | 17. travnja 2018.   | -                   | -                   | -               | Završena |
| Black Lightning     |        | 2.       | 16                 | 9. listopada 2018.  | 18. ožujka 2019.    | -                   | -                   | -               | Završena |
| Black Lightning     |        | 3.       | 16                 | 7. listopada 2019.  | 9. ožujka 2020.     | -                   | -                   | -               | Završena |
| Black Lightning     |        | 4.       | 13                 | 8. veljače 2021.    | 24. svibnja 2021.   | -                   | -                   | -               | Završena |
|                     |        |          |                    |                     |                     |                     |                     |                 |          |
| Batwoman            |        | 1.       | 20                 | 6. listopada 2019.  | 17. svibnja 2021.   | 23. prosinca 2019.  | 13. lipnja 2020.    | HBO             | Završena |
| Batwoman            |        | 2.       | 18                 | 17. siječnja 2021.  | 27. lipnja 2021.    | 7. travnja 2021.    | 16. kolovoza 2021.  | HBO             | Završena |
| Batwoman            |        | 3.       | 13                 | 13. listopada 2021. | 2. ožujka 2022.     | 19. ožujka 2022.    | 11. lipnja 2022.    | HBO             | Završena |

## Web serije
| Serija                    | Sezona | Sezona | Broj epizoda | Datum emitiranja                   |
| ------------------------- | ------ | ------ | ------------ | ---------------------------------- |
| Vixen                     |        | 1      | 6            | 25. kolovoza - 29. rujna 2015.     |
| Vixen                     |        | 2      | 6            | 13. listopada - 18. studenog 2016. |
| Freedom Fighters: The Ray |        | 1      | 6            | 8. prosinca 2017.                  |
| Freedom Fighters: The Ray |        | 2      | 6            | 18. srpnja 2018.                   |

## Crossover

### Službeni crossover događaji

#### 2014./15.
Flash vs. Arrow
1. Flash vs. Arrow (The Flash) [S1E8] - 1.dio
2. The Brave and the Bold (Arrow) [S3E8] - 2.dio

#### 2015./16.
Heroes Join Forces
1. Legends of Today (The Flash) [S2E8] - 1.dio
2. Legends of Yesterday (Arrow) [S3E8] - 2.dio

Worlds Finest
1. Worlds Finest (Supergirl) [S1E18]

#### 2016./17.
Invasion!
1. Invasion! (The Flash) [S3E8] - 1.dio
2. Invasion! (Arrow) [S5E8] - 2.dio
3. Invasion! (Legends of Tomorrow) [S2E7] - 3. dio

Duet
1. Star-Crossed (Supergirl) [S3E16] - 1.dio kraj epizode se spaja na Flashovu epizodu
2. Duet (The Flash) [S3E17] - 2.dio

#### 2017./18.
Crisis on Earth-X
1. Crisis on Earth-X, Part 1 (Supergirl)
2. Crisis on Earth-X, Part 2 (Arrow)
3. Crisis on Earth-X, Part 3 (The Flash)
4. Crisis on Earth-X, Part 4 (Legends of Tomorrow)

#### 2018./19.
Elseworlds
1. Elseworlds, Part 1 (The Flash) [S5E9]
2. Elseworlds, Part 2 (Arrow) [S7E9]
3. Elseworlds, Part 3 (Supergirl) [S4E9]

#### 2019./20.
Crisis on Infinite Earths
1. Crisis on Infinite Earths: Part One (Supergirl) [S5E9]
2. Crisis on Infinite Earths: Part Two (Batwoman) [S1E9]
3. Crisis on Infinite Earths: Part Three (The Flash) [S6E9]
4. Crisis on Infinite Earths: Part Four (Arrow) [S8E8]
5. Crisis on Infinite Earths: Part Five (Legends of Tomorrow) [S5, Special epizoda]

#### 2021./22.
Armageddon
1. Armageddon, Part 1 (The Flash) [S8E1]
2. Armageddon, Part 2 (The Flash) [S8E2]
3. Armageddon, Part 3 (The Flash) [S8E3]
4. Armageddon, Part 4 (The Flash) [S8E4]
5. Armageddon, Part 5 (The Flash) [S8E5]

### Multiverse

#### The Flash (1990.)
U epizodi The Flash (2014.) "Welcome to Earth-2" (iz 2016.) vide se uvidi u multiverse, uključujući sliku Johna Wesleyja Shippa kao Flash iz televizijske serije iz 1990. godine, što znači da serija postoji na alternativnoj Zemlji unutar Arrowverse multiversea. Shipp je reprizirao svoju ulogu Barry Allena / Flasha iz serije iz 1990. u godišnjim crossover događajima "Elseworlds" i "Crisis on Infinite Earths". Njegov rodni svemir proglašen je "Zemljom-90" u multiverseu prije krize.

#### "Crisis on Infinite Earths" crossover
Crossover događaj "Crisis on Infinite Earths" iz 2019. godine uključio je nekoliko DC Entertainment svojstava u Arrowverse multiverse uključujući i one koji su već bili uspostavljeni u prethodnim serijama i crossoverima. Nova svojstva koja su se pojavila u "Crisis on Infinite Earths" uključivala su:
- Batman (TV serija iz 1966.): Burt Ward reprizira svoju ulogu ostarjelog Dick Graysona. Ova stvarnost je označena kao "Zemlja-66" u multiverseu prije krize.
- Batman(film iz 1989.): Robert Wuhl reprizira svoju ulogu Alexandera Knoxa. Ova stvarnost je označena kao "Zemlja-89" u multiverseu prije krize.
- Smallville (TV serija iz 2001.): Tom Welling i Erica Durance repriziraju svoje uloge Clarka Kenta i Lois Lane. Ova stvarnost je označena kao "Zemlja-167" u multiverseu prije krize.
- Birds of Prey (TV serija iz 2002.): Ashley Scott i Dina Meyer repriziraju svoje uloge Helene Kyle / Huntress i Barbare Gordon / Oracle. Ova stvarnost označena je kao "Zemlja-203" u multiverseu prije krizee.
- Povratak Supermana (film iz 2006.): Brandon Routh ponavlja svoju ulogu Kal-El / Clark Kent / Superman, iako kao stara inkarnacija inspirirana strip pričom Kingdom Come. Ova stvarnost označena je kao "Zemlja-96" u multiverseu prije i poslije krize.
- Green Lantern (film iz 2011.): Ova stvarnost označena je kao "Zemlja-12" u multiverseu nakon krize.
- DC Extended Universe(filmovi od 2013.– do danas): Ezra Miller reprizira svoju ulogu Barry Allena, iako je njegov svemir ostao nedostojanstven.
- Lucifer (TV serija iz 2016.): Tom Ellis reprizira svoju ulogu Lucifer Morningstara. Ova stvarnost je označena kao "Zemlja-666" u multiverseu prije krize.
- TItans (TV serija iz 2018.): Alan Ritchson, Curran Walters, Teagan Croft, Minka Kelly i Anna Diop repriziraju se u ulogama Henryja "Hanka" Halla / Hawka, Jasona Todda / Robina, Rachel Roth, Dawn Granger / Dove i Koriand'r / Kory Anders / Starfire, iz arhivskih snimaka. Ova stvarnost označena je kao "Zemlja-9" u multiverseu prije i poslije krize.
- Swamp Thing (TV serija iz 2019.): Derek Mears pojavljuje se u ulozi Alec Holland / Swamp Thinga. Ova stvarnost označena je kao "Zemlja-19" u multiverseu nakon krize.
- Doom Patrol (TV serija iz 2019.): April Bowlby, Diane Guerrero, Joivan Wade, Riley Shanahan, and Matthew Zuk pojavljuju se u ulogama Rite Farr, Jane, Victora "Vica" Stonea / Cyborga, Cliffa Steelea i Larryja Trainora iz arhivskih snimki. Ova stvarnost označena je kao "Zemlja-21" u multiverseu nakon krize.
- Stargirl (TV serija iz 2020.): Brec Bassinger debitirala je kao Courtney Whitmore / Stargirl, zajedno s Yvette Monreal kao Yolanda Montez / Wildcat, Anjelika Washington kao Beth Chapel / Doctor Mid-Nite i Cameron Gellman kao Rick Tyler / Hourman sa snimki iz Stargirl. Ova stvarnost označena je kao "Zemlja-2" u multiverseu nakon krize.